# Municipio de Kingsley (Dakota del Norte)
El municipio de Kingsley (en inglés: Kingsley Township) es un municipio ubicado en el condado de Griggs en el estado estadounidense de Dakota del Norte. En el año 2010 tenía una población de 50 habitantes y una densidad poblacional de 0,54 personas por km².

## Geografía
El municipio de Kingsley se encuentra ubicado en las coordenadas 47°27′25″N 98°26′9″O / 47.45694, -98.43583. Según la Oficina del Censo de los Estados Unidos, el municipio tiene una superficie total de 93.34 km², de la cual 93,34 km² corresponden a tierra firme y (0 %) 0 km² es agua.

## Demografía
Según el censo de 2010, había 50 personas residiendo en el municipio de Kingsley. La densidad de población era de 0,54 hab./km². De los 50 habitantes, el municipio de Kingsley estaba compuesto por el 100 % blancos. Del total de la población el 0 % eran hispanos o latinos de cualquier raza.